# Graça Samo
Graça Samo (Moçambic, 1968), és una activista moçambiquesa pels drets de les dones. Lluita contra la violència masclista, posant èmfasi en les qüestions socioeconòmiques i sobretot en la pobresa.

## Trajectòria
Samo nasqué a Moçambic el 1968 i viu a Maputo. Va estudiar Administració d'empreses a Moçambic i després se n'anà al Brasil per a estudiar Gènere i desenvolupament. Feu un postgrau en Administració d'empreses i un màster en Educació per a la Sostenibilitat, i obtingué un segon diploma en Desenvolupament regional i Estudis de gènere.
Samo ha treballat en diferents països, com ara Angola, Brasil i Moçambic. Entre el 2004 i el 2009, fou professora del Departament de Gestió, Ciència i Tecnologia del Politècnic de Moçambic.

## Activisme
Samo començà a ser activista en la dècada dels 1980 en l'àrea humanitària, a Angola, Moçambic i Brasil.
Entre 2004 i 2014, fou directora executiva del Fòrum Dona, una xarxa d'organitzacions i associacions de dones, institucions i donants que treballen pels drets de les dones i la igualtat de sexes a Moçambic. Fou responsable de la creació d'una llei contra la violència "domèstica" aprovada pel parlament moçambiqués i col·laborà en la redacció del nou codi penal moçambiqués.
El 2009, la seleccionaren per al Projecte de Cooperació Tècnica entre la CPLP i la FAO per a assessorar el Comité Nacional de Moçambic en l'elaboració del Quadre de Demandes i Propostes, amb vista a la creació d'un Programa Regional de Cooperació entre els països de la CPLP per la lluita contra la desertització i la sostenibilitat planetària.
El 2013 fou coordinadora del Secretariat Internacional de la Marxa Mundial de les Dones (MMM), un moviment global de solidaritat per a l'erradicació de la pobresa i de la violència masclista. Com a coordinadora de la MMM concretà aquestes activitats:
- El 2017 participà en la trobada anual del Comité Coordinador Moçambic - Alemanya (KKM), en què va parlar sobre el matrimoni infantil.[15]
- El 2019 participà en el Seminari Internacional Resistència i Construcció de Moviment: confrontant el neoliberalisme des de l'economia feminista i el bé comú, organitzat per la Marxa Mundial de les Dones, que tingué com a tema central: enfrontaments contra el capitalisme racista i patriarcal: visions i estratègies de disputa per a canviar el model de reproducció i consum.[16]
- El 2020 formà part del comité d'organització de la Conferència Mundial de les Dones.[17]
- També el 2020 participà en el debat sobre "Poblacions i desenvolupament", amb el tema “Població negra i la COVID-19”, organitzat pel Fons de Població de les Nacions Unides (UNFPA) i per l'Associació Brasilera d'Estudis Poblacionals (ABEP).[6][18][19][20][21]
- Com a coordinadora de la MMM a Moçambic, forma part del moviment feminista dels PALOP.[14]

Es troba en el Consell Consultor de la Societat Civil de l'ONU, en el Consell Nacional per al Progrés de les Dones i del Cos Docent de la Universitat Politècnica de Moçambic, en el departament de Gestió, Ciència i Tecnologia.

## Obra
El 2006 publicà un estudi sobre creixement econòmic a Moçambic per al Departament Internacional de Desenvolupament.
El 2007 fou una de les autores del document sobre violència sexista de Moçambic per a UNIFEM (Fons de Desenvolupament per a les Dones de les Nacions Unides).